# Valea Sasului (okręg Marusza)
Valea Sasului – wieś w Rumunii, w okręgu Marusza, w gminie Cozma. W 2011 roku liczyła 19 mieszkańców.